# Homework
Az 1997-es Homework a Daft Punk debütáló nagylemeze. Az albumot a house, a techno, az acid és a funk keverékének tartják. Két nagy sláger szerepel rajta, az Around the World és a Da Funk.
Nagy hatással volt a francia house-ra és a világ dance-mozgalmára. Mind a Da Funk és az Around the World a Billboard Hot Dance Music/Club Play lista élére került. Maga az album 150. lett a Billboard 200-on. 2001. július 11-én kapta meg az arany minősítést a RIAA-tól. Az album szerepel az 1001 lemez, amit hallanod kell, mielőtt meghalsz című könyvben.

## Az album dalai
|     | Cím                  | Szerző(k)                                     | Hossz |
| --- | -------------------- | --------------------------------------------- | ----- |
| 1.  | Daftendirekt         | Thomas Bangalter, Guy-Manuel de Homem-Christo | 2:44  |
| 2.  | WDPK 83.7 FM         | Bangalter, Homem-Christo                      | 0:28  |
| 3.  | Revolution 909       | Bangalter, Homem-Christo                      | 5:26  |
| 4.  | Da Funk              | Bangalter, Homem-Christo                      | 5:28  |
| 5.  | Phœnix               | Bangalter, Homem-Christo                      | 4:55  |
| 6.  | Fresh                | Bangalter, Homem-Christo                      | 4:03  |
| 7.  | Around the World     | Bangalter, Homem-Christo                      | 7:08  |
| 8.  | Rollin' & Scratchin' | Bangalter, Homem-Christo                      | 7:26  |
| 9.  | Teachers             | Bangalter, Homem-Christo                      | 2:52  |
| 10. | High Fidelity        | Bangalter, Homem-Christo                      | 6:00  |
| 11. | Rock'n Roll          | Bangalter, Homem-Christo                      | 7:32  |
| 12. | Oh Yeah              | Bangalter, Homem-Christo                      | 2:00  |
| 13. | Burnin'              | Bangalter, Homem-Christo                      | 6:53  |
| 14. | Indo Silver Club     | Bangalter, Homem-Christo                      | 4:32  |
| 15. | Alive                | Bangalter, Homem-Christo                      | 5:15  |
| 16. | Funk Ad              | Bangalter, Homem-Christo                      | 0:50  |

## Fordítás
Ez a szócikk részben vagy egészben a Homework (Daft Punk album) című angol Wikipédia-szócikk ezen változatának fordításán alapul.  Az eredeti cikk szerkesztőit annak laptörténete sorolja fel. Ez a jelzés csupán a megfogalmazás eredetét és a szerzői jogokat jelzi, nem szolgál a cikkben szereplő információk forrásmegjelöléseként.